# Psychotic Symphony
Psychotic Symphony é o álbum de estreia do supergrupo estadunidense Sons of Apollo, lançado em 20 de outubro de 2017. O álbum foi produzido pelo baterista Mike Portnoy e o tecladista Derek Sherinian sob o nome "The Del Fuvio Brothers"; um apelido que ganharam quando membros do Dream Theater. Todos os membros se envolveram na criação das canções, sendo Portnoy e Sherinian os principais compositores. O álbum foi lançado como CD, download digital, vinil e uma edição especial contendo um disco bônus com versões instrumentais das faixas e uma mixagem alternativa de "Opus Maximus". Uma turnê de promoção do álbum está prevista para acontecer em 2018.

## Conceito e gravação
O vocalista Jeff Scott Soto disse que a banda manteve o seu som o mais simples possível. Quando Jeff tentou ser mais sofisticado (por exemplo, nas canções "Coming Home" e "Lost in Oblivion"), a banda explicou que queria as coisas simples e diretas. Derek também comentou o som geral do álbum, afirmando que ele tem tanto o virtuosismo do metal progressivo quanto a simplicidade do rock clássico. Mike, no entanto, admitiu que, quando ele e Derek começaram a formar a banda, eles pensaram que ela seguiria uma direção próxima da do Dream Theater, mas perceberam que ela iria para um caminho totalmente diferente.
De acordo com Bumblefoot, o álbum é influenciado pelo Deep Purple ("Divine Addiction"), Van Halen ("Coming Home") e U.K.. Quando perguntado sobre o álbum ser de rock progressivo, ele disse:
| “ | Eu acho que é progressivo, não é progressivo continuamente a todo momento, eu acho que é mais... Sabe, tem um monte de coisas clássicas, tem tipo um rock clássico, tem progressivo clássico, tem metal mais das antigas, talvez não das antigas mas definitivamente um pouco de metal aí. Então como você o descreve? É como se você não pudesse chamá-lo de metal progressivo porque isto me faria pensar em algo um pouco mais continuamente matemático e rápido. Eu quase diria meio que... eu o chamaria de rock progressivo. Para mim combina mais chamá-lo assim. | ” |

O título do álbum é retirado de um verso da faixa "Lost in Oblivion". Ao ser perguntado sobre a capa, Derek explicou: "(...) o crédito vai para Mike Portnoy. Ele foi responsável pela arte da capa. Ele tinha uma visão de fazer uma impressão forte, uma impressão limpa, e aí o simbolismo dele - a águia e o leão, e aí você pode ver todas as cabeças de Billy e Bumblefoot." Originalmente, a capa teria dois leões um de frente para o outro (cada um representando Mike e Derek), mas o tecladista sugeriu substituir o seu leão por uma águia.
A gravação do álbum levou dez dias; Bumblefoot, Derek e Mike, começaram a trabalhar sozinhos inicialmente, com Billy e Jeff se juntando ao grupo no meio das gravações devido a compromissos de turnês. A maioria das letras foi escrita por Jeff, enquanto que alguns nomes de faixas foram sugeridos por Derek.

## Informações das faixas
A faixa mais longa e de abertura, "God of the Sun", influenciada por Perfect Strangers, foi majoritariamente escrita por Derek e foi a primeira a ser preparada, pois era a única já esboçada antes das sessões do álbum. Ela traz o solo de teclado favorito de Derek.
De acordo com Mike, "Coming Home", influenciada por Van Halen, é um exemplo de como o Sons of Apollo é uma banda de metal progressivo contemporânea influenciada por bandas de rock clássico. A faixa recebeu um vídeo promocional lançado em 15 de setembro de 2017 e filmado no Ocean Studios, onde o álbum foi gravado. O vídeo mostra todos os cinco membros em círculo tocando a canção ao vivo no estúdio. De acordo com Mike, "'Coming Home' imediatamente pareceu a 'grande entrada' do Sons of Apollo assim que escrevemos a canção. Quase como um lutador entrando no ringue. Eu sabia que isso tinha que ser o primeiro vídeo e a primeira vez que as pessoas nos viam tocando juntos." A letra foi escrita principalmente por Jeff. O riff do refrão foi inspirado pela linha principal de baixo de "The Humpty Dance", do Digital Underground.
"Signs of the Time" foi a primeira canção a ser escrita pela banda junta e a primeira a ser revelada para o público, em 11 de agosto de 2017. Conforme Mike a descreve, a faixa abre com algum trabalho pesado de Bumblefoot, Sheehan e ele próprio com um riff meio Sepultura que é seguido por versos escritos por ele e cantados por ele e Jeff. Os versos do refrão foram escritos por Jeff e cantados por ele, Bumblefoot e Mike, que o compara com o Kansas. A seção intermediária tem duelos de Bumblefoot e Derek e a faixa acelera para sua conclusão. As letras veem Jeff "dando uma olhada mais próxima no mundo". O riff da canção recebeu o título provisório de "Korntera" por Bumblefoot, devido ao fato de soar como uma mistura de Korn e Pantera; Derek, por sua vez, viu a mesma como um Kansas moderno.
"Labyrinth" é a favorita de Mike no álbum e traz andamentos incomuns e orquestrações. "Alive" foi sugerida por Jeff, e a resposta da banda foi tão positiva que eles mal a alteraram, embora em outra entrevista Mike tenha afirmado que ela foi composta por todos os instrumentistas e tenha tido suas letras e melodias escritas por Jeff. Eles a veem como uma faixa mais comercial e um potencial sucesso radiofônico.
"Lost in Oblivion" foi escrita em torno de um riff de Bumblefoot que Mike descreveu como "Rush encontra Meshuggah", com um verso meio Rob Zombie e uma passagem instrumental no estilo Eat 'Em and Smile. Mike apontou a faixa como "um dos padrões mais difíceis que eu já tive que assimilar". A canção recebeu um vídeo clipe dirigido por Vicente Cordero e lançado simultaneamente com o álbum.
"Figaro's Whore" é um pequeno instrumental de teclado que serve como um prelúdio para "Divine Addiction" e foi comparada por Mike a "Eruption", do Van Halen. De acordo com Derek, o nome vem do fato de que "há uma parte onde eu começo a fazer shred, mas aí quando ela começa a desacelerar, parece 'Fig-aro, fig-aro, figaro, figaro, figaro' – isso me lembra d'O Barbeiro de Sevilha"; enquanto que "whore" [puta] foi adicionada simplesmente porque é "uma palavra divertida de falar", embora ela tenha feito o álbum ganhar uma classificação indicativa "E" por "linguagem explícita", apesar da faixa em questão não ter letra. "Divine Addiction" fala sobre vício em sexo na perspectiva de uma garota.
A faixa final, "Opus Maximus", é um instrumental que a banda compôs "trecho por trecho" e "sem direção", em um processo que provavelmente levou dois dias, de acordo com Derek.

## Lista de faixas
Todas as letras escritas por Sons of Apollo. Todas as faixas compostas por Mike Portnoy e Derek Sherinian
| N.º            | Título                                           | Duração |  |
| 1.             | "God of the Sun" (Deus do Sol)                   | 11:12   |  |
| 2.             | "Coming Home" (Voltando Para Casa)               | 4:22    |  |
| 3.             | "Signs of the Time" (Sinais do Tempo)            | 6:42    |  |
| 4.             | "Labyrinth" (Labirinto)                          | 9:22    |  |
| 5.             | "Alive" (Vivo)                                   | 5:05    |  |
| 6.             | "Lost in Oblivion" (Perdido no Esquecimento)     | 4:27    |  |
| 7.             | "Figaro's Whore" (Puta de Figaro (instrumental)) | 1:04    |  |
| 8.             | "Divine Addiction" (Vício Divino)                | 4:42    |  |
| 9.             | "Opus Maximus" (Instrumental)                    | 10:29   |  |
| Duração total: | Duração total:                                   | 57:35   |  |

## Recepção da crítica
| Críticas profissionais | Críticas profissionais |
| Avaliações da crítica  | Avaliações da crítica  |
| Fonte                  | Avaliação              |
| ---------------------- | ---------------------- |
| Metal Injection        | 6.5/10                 |
| Hardrock Heaven        | [ 22 ]                 |
| Cryptic Rock           | [ 23 ]                 |
| Distorted Sound        | [ 24 ]                 |
| The Prog Report        | positiva               |
| Team Rock              | positiva               |
| Echoes and Dust        | positiva               |
| Heavy Mag              | [ 28 ]                 |

O álbum recebeu críticas majoritariamente positivas dos críticos.
Fraser Lewry, da TeamRock, alisou o álbum de forma positiva, afirmando que a banda "é bem a soma de suas partes. Os músicos estão tão bons quanto você esperaria, especialmente Portnoy, que quase parece arrastar o resto da banda com ele, e Thal, cujo trabalho vai da mastigação metálica e feia para o solo maravilhosamente fluído." Sobre o som geral, ele diz que "tudo soa com uma celebração do rock, um tributo ao rock e, sempre, uma aproximação metálica carinhosa do rock originalmente feito por outras pessoas". Ele concluiu sua resenha chamando o álbum de "feroz, alto, desconcertante, brilhantemente executado e monstruosamente divertido".
Em outra resenha positiva, Franco Cerchiari do Hardrock Heaven disse que "a música é extremamente estruturada, planejada com exatidão metodológica, com mudanças de  progressões de acordes e baterias irregulares. Em geral é alto e intenso, extremo e apaixonado pra caramba". Ele concluiu dizendo: "Ouvir pessoas como Soto, Thal, Sheehan, Sherinian e Portnoy sozinhos é um fator 'uau', mas ao ouvi-los como um conjunto, isso vira um fator 'puta merda'. Por causa dos talentos dos membros da banda sozinhos, e o quão incríveis essas canções soam quando vindas de pessoas que são merecedoras do fator 'uau', um 9/10 é inteiramente justo."
No Cryptic Rock, Marieval Yebra disse: "com a banda sendo composta por membros de algumas das melhores bandas dos anos 80, não é nenhuma surpresa que seu estilo é vintage de muitas maneiras; a banda é extremamente talentosa, com alguns dos melhores trabalhos de guitarra a agraciar os ouvidos dos ouvintes. Com isto em mente, muitas de suas letras podem ser um pouco repetitivas, mostrando que os Sons of Apollo estão apenas começando a arranhar a superfície do que eles são realmente capazes".
Em uma resenha de nota máxima para o Distorted Sound, Dan McHugh disse que "considerando a quantidade mínima de tempo de estúdio e alguns membros apenas se conhecendo quando eles se uniram coletivamente para escrever e gravar, Psychotic Symphony é uma obra de arte. Todos eles se encaixaram instantaneamente e o álbum imediatamente tem aquela sensação de uma banda de irmãos que criaram música juntos por décadas. Cada membro tem muitas oportunidades para apresentar seu fenomenal nível de musicalidade e há um pouco de tudo para empurrar seus botões para alguma forma ou formato. [...] os SONS OF APOLLO tiveram um impacto instantâneo com seu lançamento de estreia e tudo indica que eles estão nisso para um longo prazo, e não são apenas um projeto breve [...]".
Em uma análise menos favorável para o Metal Injection, Jordan Blum sentiu que o álbum é em geral competente, mas carece de originalidade. Ele disse que o álbum é "cheio de forte complexidade, letras sem inspiração e vozes estridentes, [...] repleto de performances impressionantes do início ao fim, bem como alguns momentos de destaque; no entanto, ele também falha em ir além da mera suficiência em todos os aspectos, resultando em um trabalho esquecível que é preguiçosamente inócuo e predominantemente familiar." Ele concluiu dizendo: "Aqueles que procuram agressão comercial na forma moderna do Dream Theater, Symphony X e afins provavelmente apreciarão Psychotic Symphony, mas todos os outros irão se decepcionar, pois tanto a banda quanto seus fãs merecem ser mais desafiados".

## Créditos
- Jeff Scott Soto – vocais
- Ron "Bumblefoot" Thal – guitarra, vocal de apoio
- Billy Sheehan – baixo
- Derek Sherinian – teclados, vocal de apoio
- Mike Portnoy – bateria, vocais de apoio

Pessoal técnico
- The Del Fuvio Brothers - produção
- Jay Ruston - mixagem[12]